# Karen Muir
Karen Muir (* 16. September 1952 in Kimberley; † 1. April 2013 in Mossel Bay) war eine südafrikanische Schwimmerin.

## Leben und Wirken
Karen Muir wuchs in der südafrikanischen Stadt Kimberley auf. Im Sommer 1965 schickte die South African Swimming Union sie zu den A.S.A. National Junior Championships in Blackpool, um Erfahrung im internationalen Schwimmwettbewerb zu sammeln. Am 10. August 1965 unterbot sie dort über 110 Yards Rücken mit 01:08.7 Minuten überraschend um eine Siebzehntel Sekunde den bisherigen Weltrekord, der zwei Wochen zuvor von der 17-jährigen Engländerin Linda Ludgrove (* 1947) aufgestellt worden war. Zu diesem Zeitpunkt war Muir 12 Jahre, 10 Monate und 25 Tage alt und damit die jüngste Weltrekordhalterin aller Sportarten und Zeiten. Von 1965 bis 1969 stellte sie insgesamt 15 Weltrekorde über 100 Meter, 200 Meter, 110 Yards und 220 Yards Rücken auf. Sie gewann 22 Mal bei den südafrikanischen Nationalwettkämpfen im Freistil, Rückenschwimmen und Lagenschwimmen sowie drei Mal bei den United States Swimming National Championships (Rückenschwimmen). Bei den Olympischen Spielen konnte sie nicht antreten, da Südafrika ab 1964 bis 1992 von der Teilnahme ausgeschlossen war. 1980 wurde Muir als erste Südafrikanerin in die International Swimming Hall of Fame aufgenommen.
1970 beendete Muir ihre sportliche Karriere und schloss im gleichen Jahr die Diamantveld High School in Kimberley mit dem Abitur ab. Danach studierte sie an der Universität des Freistaates und erlangte anschließend den Doktor der Medizin. Sie und ihr Ehemann de Graad arbeiteten später als Ärzte in Südafrika. 2000 wanderte Muir nach Kanada aus, wo sie zunächst in Saskatchewan lebte und dann in Vanderhoof als Allgemeinmedizinerin praktizierte.
2009 wurde bei Karen Muir Brustkrebs diagnostiziert. Im Januar 2013 kehrte sie nach Südafrika zurück, nachdem der Krebs anfing zu streuen. Mit 60 Jahren verstarb sie im Haus ihrer Schwester in Mossel Bay. Sie hinterließ drei in Südafrika lebende Töchter und einen in Kanada ansässigen Sohn.

## Erfolge (Auswahl)
| Strecke   | Stil   | Zeit    | Datum           | Ort         |
| --------- | ------ | ------- | --------------- | ----------- |
| 200 Meter | Rücken | 02:27,1 | 25. Juli 1966   | Béziers     |
| 200 Meter | Rücken | 02:26,4 | 18. August 1966 | Lincoln     |
| 200 Meter | Rücken | 02:24,1 | 6. Januar 1968  | Kimberley   |
| 100 Meter | Rücken | 01:06,7 | 30. Januar 1968 | Kimberley   |
| 100 Meter | Rücken | 01:06,4 | 6. April 1968   | Paris       |
| 200 Meter | Rücken | 02:23,8 | 21. Juli 1968   | Los Angeles |
| 100 Meter | Rücken | 01:05,6 | 6. Juli 1969    | Utrecht     |